# Sankt Goar
Sankt Goar es un municipio situado en el distrito de Rin-Hunsrück, en el estado federado de Renania-Palatinado (Alemania). Su población estimada a finales de 2016 era de 2748 habitantes.
Se encuentra ubicado en el centro del estado, en la región de Hunsrück, entre los ríos: Mosela al norte, Nahe al sur, y Rin al este.
Debe su nombre al ermitaño San Goar de Aquitania, el cual se trasladó a la zona  para trabajar como misionero. Este construyó una pequeña iglesia en la que colocó numerosas reliquias, predicó la fe cristiana a la población mayoritariamente pagana y llevó una vida piadosa de oración y ascetismo